# 丽江镰扁豆
丽江镰扁豆（学名：Dolichos appendiculatus）为豆科扁豆屬下的一个种。